# ALAN
ALAN est une entreprise italienne fabriquant des bicyclettes fondée à Saccolongo dans la province de Padoue. Le site de vente est situé à Trambacche di Veggiano.

## Histoire
ALAN a été fondé en 1972 à Padoue en Italie par Falconi Lodovico, un ingénieur ayant travaillé pour le fabricant de vélos Torpado,. Le nom ALAN vient des deux premières lettres des enfants de Lodovico, Alberto (AL) et Annamaria (AN).
L'entreprise a été la première à produire un cadre de vélo entièrement en aluminium de qualité aérospatiale.
Les cadres étaient conçus en collant des tubes et des cosses à l'aide d'une colle spéciale issue de l'industrie aéronautique.
En 1976, ALAN a de nouveau été le premier à développer et à fabriquer un cadre de production en carbone  fabriqué en liant des tubes composites en fibre de carbone Torayca à des pattes en aluminium moulé. Il s’agit d’un procédé encore utilisé aujourd’hui par certains fabricants.
Au fil des années, les cadres de l'entreprise ont remporté 20 titres de champion du monde de cyclo-cross, 5 titres de champion du monde sur piste, de nombreuses victoires de classiques , ainsi que des victoires d'étapes sur des Grand Tour.